# النخيلات (الضليعة)
'

تعديل مصدري - تعديل

النخيلات هي إحدى قرى عزلة الضليعة بمديرية الضليعة التابعة لمحافظة حضرموت، بلغ تعداد سكانها 229 نسمة حسب تعداد اليمن لعام 2004.